# Bataille d'Iéna, 14 octobre 1806
La Bataille d'Iéna, 14 octobre 1806 est un tableau de Horace Vernet, peint en 1836. Il s'agit de l'une des œuvres visibles dans la galerie des batailles, au château de Versailles, en France.

## Description
La Bataille d'Iéna est une huile sur toile, de 4,65 m de haut sur 5,43 m de long. Elle représente une scène de la bataille d'Iéna, en 1806.

## Localisation
L'œuvre est située dans la galerie des batailles, dans le château de Versailles. Les toiles de la galerie étant disposées par ordre chronologique, elle est placée entre celles représentant la bataille d'Austerlitz (1805) et la bataille de Friedland (1807).

## Historique
En 1833, le roi Louis-Philippe, au pouvoir depuis 3 ans, décide de convertir le château de Versailles en musée historique de la France. La galerie des Batailles est inaugurée en 1837. 33 toiles monumentales y sont disposées, dépeignant des épisodes militaires de l'histoire de France.
Horace Vernet peint la toile en 1836.